# Die Zeit
Die Zeit liberalno-ljevičarske su njemačke tjedne novine. Osnovane su 21. veljače 1946. Tiskaju se u Hamburgu. Die Zeit dostiže nakladu od preko 505.422 primjeraka.

## Vanjske poveznice
- Die Zeit
- Die Zeit Wissen (znanje)